# Liste der Staatsoberhäupter 1911
Übersicht
◄◄ | ◄ | 1907 | 1908 | 1909 | 1910 | Liste der Staatsoberhäupter 1911 | 1912 | 1913 | 1914 | 1915 | ► | ►►

Weitere Ereignisse

## Afrika
- Ägypten (1882–1914 nominell Bestandteil des osmanischen Reiches, de facto britisches Protektorat)
  - Staatsoberhaupt: Khedive Abbas II. (1892–1914)
    - Ministerpräsident Muhammad Said Pascha (1910–1914, 1919)

  - Britischer Generalkonsul:
    - Eldon Gorst (1907–12. Juli 1911)
    - Herbert Kitchener, Viscount Kitchener of Khartoum (29. November 1911–1914)

- Äthiopien
  - Staats- und Regierungschef: Kaiser Menelik II. (1898–1913)

- Liberia
  - Staats- und Regierungschef: Präsident Arthur Barclay (1904–1912)

- Südafrika
  - Staatsoberhaupt: König Georg V. (1910–1936)
    - Generalgouverneur: Herbert Gladstone, 1. Viscount Gladstone (1910–1914)

  - Regierungschef: Ministerpräsident Louis Botha (1910–1919) (1907–1910 Ministerpräsident von Transvaal)

## Amerika

### Nordamerika
- Kanada
  - Staatsoberhaupt: König Georg V. (1910–1936)
    - Generalgouverneur Albert Grey, 4. Earl Grey (1904–13. Oktober 1911)
    - Generalgouverneur Arthur, 1. Duke of Connaught and Strathearn (13. Oktober 1911–1916)

  - Regierungschef:
    - Premierminister Wilfrid Laurier (1896–10. Oktober 1911)
    - Ministerpräsident Robert Borden (10. Oktober 1911–1920)

- Mexiko
  - Staats- und Regierungschef:
    - Präsident Porfirio Díaz (1876–1880, 1884–25. Mai 1911)
    - Präsident Francisco León de la Barra (25. Mai 1911–6. November 1911) (kommissarisch)
    - Präsident Francisco Madero (6. November 1911–1913)

- Neufundland
  - Staatsoberhaupt: König Georg V. (1910–1936)
    - Gouverneur: Ralph Champneys Williams (1909–1913)

  - Regierungschef: Premierminister Edward Morris (1909–1917)

- Vereinigte Staaten von Amerika
  - Staats- und Regierungschef: Präsident William Howard Taft (1909–1913)

### Mittelamerika
- Costa Rica
  - Staats- und Regierungschef: Präsident Ricardo Jiménez Oreamuno (1882–1885, 1910–1914, 1924–1928, 1932–1936)

- Dominikanische Republik
  - Staats- und Regierungschef:
    - Präsident Ramón Cáceres (1905–19. November 1911)
    - Präsident Eladio Victoria (5. Dezember 1911–1912)

- El Salvador
  - Staats- und Regierungschef:
    - Präsident Fernando Figueroa (1907–1. März 1911)
    - Präsident Manuel Enrique Araujo (1. März 1911–1913)

- Guatemala
  - Staats- und Regierungschef: Präsident Manuel José Estrada Cabrera (1898–1920)

- Haiti
  - Staats- und Regierungschef:
    - Präsident François C. Antoine Simon (1908–3. August 1911)
    - Präsident Cincinnatus Leconte (24. Juli 1911–1912)

- Honduras
  - Staats- und Regierungschef:
    - Präsident Miguel R. Dávila (1907–28. März 1911)
    - Präsident Francisco Bertrand (28. März 1911–1912, 1913–1919) (kommissarisch)

- Kuba
  - Staats- und Regierungschef: Präsident José Miguel Gómez (1909–1913)

- Nicaragua
  - Staats- und Regierungschef:
    - Präsident Juan José Estrada (1910–9. Mai 1911)
    - Präsident Adolfo Díaz (9. Mai 1911–1917, 1926–1929) (bis 1913 kommissarisch)

- Panama
  - Staats- und Regierungschef: Präsident Pablo Arosemena Alba (1910–1912) (kommissarisch)

### Südamerika
- Argentinien
  - Staats- und Regierungschef: Präsident Roque Sáenz Peña (1910–1914)

- Bolivien
  - Staats- und Regierungschef: Präsident Eliodoro Villazón Montaño (1909–1913)

- Brasilien
  - Staats- und Regierungschef: Präsident Hermes Rodrigues da Fonseca (1910–1914)

- Chile
  - Staats- und Regierungschef: Präsident Ramón Barros Luco (1910–1915)

- Ecuador
  - Staats- und Regierungschef:
    - Präsident Eloy Alfaro (1883, 1895–1901, 1906–12. August 1911)
    - Präsident Carlos Freile Zaldumbide (12. August 1911–1. September 1911, 1911–1912)
    - Präsident Emilio Estrada (1. September 1911–22. Dezember 1911) (kommissarisch)
    - Präsident Carlos Freile Zaldumbide (1911, 22. Dezember 1911–1912) (kommissarisch)

- Kolumbien
  - Staats- und Regierungschef: Präsident Carlos Eugenio Restrepo (1910–1914)

- Paraguay
  - Staats- und Regierungschef:
    - Präsident Manuel Gondra (1910–17. Januar 1911, 1920–1921)
    - Präsident Albino Jara (17. Januar 1911–5. Juli 1911) (kommissarisch)
    - Präsident Liberato Marcial Rojas (5. Juli 1911–1912) (kommissarisch)

- Peru
  - Staatsoberhaupt: Präsident Augusto B. Leguía y Salcedo (1908–1912, 1919–1920) (1904–1907 Ministerpräsident)
  - Regierungschef:
    - Ministerpräsident Enrique C. Basadre Stevenson (1910–31. August 1911)
    - Ministerpräsident Agustín Guillermo Ganoza Cavero (31. August 1911–1912)

- Uruguay
  - Staats- und Regierungschef:
    - Präsident Claudio Williman (1907–1. März 1911)
    - Präsident José Batlle y Ordóñez (1899, 1903–1907, 1. März 1911–1915)

- Venezuela
  - Staats- und Regierungschef: Präsident Juan Vicente Gómez (1909–1910, 1910–1914, 1922–1929, 1931–1935)

## Asien

### Ost-, Süd- und Südostasien
- Bhutan
  - Herrscher: König Ugyen Wangchuk (1907–1926)

- China
  - Staatsoberhaupt: Kaiser Puyi (1908–1912, nominell)
  - Regenten:
    - Zaifeng, Prinz Chun II. (1908–6. Dezember 1911)
    - Kaiserinwitwe Longyu (6. Dezember 1911–1912)

  - Regierungschef:
    - Ministerpräsident Yikuang (8. Mai–1. November 1911)
    - Ministerpräsident Yuan Shikai (2. November 1911–1912)

- Britisch-Indien
  - Kaiser: Georg V. (1910–1936)
  - Vizekönig: Charles Hardinge (1910–1916)

- Japan
  - Staatsoberhaupt: Kaiser Mutsuhito (1852–1912)
  - Regierungschef:
    - Premierminister Katsura Tarō (1908–30. August 1911)
    - Premierminister Saionji Kimmochi (30. August 1911–1912)

- Nepal
  - Staatsoberhaupt:
    - König Prithvi (1881–1911)
    - König Tribhuvan (1911–1955)

  - Regierungschef: Ministerpräsident Chandra Shamsher Jang Bahadur Rana (1901–1929)

- Siam (heute: Thailand)
  - Herrscher: König Vajiravudh (1910–1925)

### Vorderasien
- Persien (heute: Iran)
  - Staatsoberhaupt: Schah Ahmad Schah Kadschar (1909–1925)
  - Regierungschef: Ministerpräsident Mostowfi ol-Mamalek (1910–1911)

### Zentralasien
- Afghanistan
  - Herrscher: Emir Habibullah Khan (1901–1919)

- Mongolei (umstritten)
  - Herrscher: Bogd Khan (1911–1924)

## Australien und Ozeanien
- Australien
  - Staatsoberhaupt: König Georg V. (1910–1936)
  - Generalgouverneur:
    - Generalgouverneur Earl William Ward (1908–31. Juli 1911)
    - Baron Thomas Denman (31. Juli 1911–1914)

  - Regierungschef: Premierminister Andrew Fisher (1910–1913)

- Neuseeland
  - Staatsoberhaupt: König Georg V. (1910–1936)
  - Gouverneur: Baron John Poynder Dickson (1910–1912)
  - Regierungschef: Premierminister Joseph Ward (1907–1912)

## Europa
- Andorra
  - Co-Fürsten:
    - Staatspräsident von Frankreich: Armand Fallières (1906–1913)
    - Bischof von Urgell: Juan Benlloch y Vivó (1907–1919)

- Belgien
  - Staatsoberhaupt: König Albert I. (1909–1934)
  - Regierungschef:
    - Ministerpräsident Frans Schollaert (1908–17. Juni 1911)
    - Ministerpräsident Charles Baron de Broqueville (17. Juni 1911–1918, 1932–1934) (1914–1918 im Exil)

- Bulgarien
  - Staatsoberhaupt: Zar Ferdinand I. (1887–1918) (bis 1908 Fürst)
  - Regierungschef:
    - Ministerpräsident Aleksandar Malinow (1908–29. März 1911, 1918, 1931)
    - Ministerpräsident Iwan Geschow (29. März 1911–1913)

- Dänemark
  - Staatsoberhaupt: König Friedrich VIII. (1906–1912)
  - Regierungschef: Ministerpräsident Klaus Berntsen (1910–1913)

- Deutsches Reich
  - Kaiser: Wilhelm II. (1888–1918)
    - Reichskanzler: Theobald von Bethmann Hollweg (1909–1917)

  - Anhalt
    - Herzog: Friedrich II. (1904–1918)
      - Staatsminister: Ernst von Laue (1910–1918)

  - Baden
    - Großherzog: Friedrich II. (1907–1918)
      - Staatsminister: Alexander von Dusch (1905–1917)

  - Bayern
    - König: Otto I. (1886–1913)
      - Regent: Prinzregent Luitpold (1886–1912)
        - Vorsitzender im Ministerrat: Clemens Graf von Podewils-Dürniz (1903–1912)

  - Braunschweig
    - Regent: Johann Albrecht Herzog zu Mecklenburg (1907–1913)

  - Bremen
    - Bürgermeister: Carl Georg Barkhausen (1904) (1906) (1911) (1913) (1916)

  - Reichsland Elsaß-Lothringen
    - Kaiserlicher Statthalter: Karl Fürst von Wedel (1907–1914)
      - Staatssekretär des Ministeriums für Elsaß-Lothringen: Hugo Freiherr Zorn von Bulach (1908–1914)

  - Hamburg
    - Erster Bürgermeister: Max Predöhl (1910–1911) (1914) (1917)

  - Hessen-Darmstadt
    - Großherzog: Ernst Ludwig (1892–1918)
      - Präsident des Gesamtministeriums: Carl Ewald (1906–1918)

  - Lippe
    - Fürst: Leopold IV. (1905–1918)

  - Lübeck
    - Bürgermeister: Johann Hermann Eschenburg (1911–1912, 1915–1916)

  - Mecklenburg-Schwerin
    - Großherzog: Friedrich Franz IV. (1897–1918)
      - Staatsminister: Carl Graf von Bassewitz-Levetzow (1901–1914)

  - Mecklenburg-Strelitz
    - Großherzog: Adolf Friedrich V. (1904–1914)
      - Staatsminister: Heinrich Bossart (1908–1918)

  - Oldenburg
    - Großherzog: August II. (1900–1918)
      - Staatsminister: Friedrich Julius Heinrich Ruhstrat (1908–1916)

  - Preußen
    - König: Wilhelm II. (1888–1918)
      - Ministerpräsident: Theobald von Bethmann Hollweg (1909–1917)

  - Reuß ältere Linie
    - Fürst: Heinrich XXIV. (1902–1918)
      - Regent: Heinrich XXVII. (1908–1918)

  - Reuß jüngere Linie
    - Fürst: Heinrich XIV. (1867–1913)
      - Regent: Heinrich XXVII. (1908–1913)

  - Sachsen
    - König: Friedrich August III. (1904–1918)
      - Vorsitzender des Gesamtministeriums: Victor Alexander von Otto (1910–1912)

  - Sachsen-Altenburg
    - Herzog: Ernst II. (1908–1918)

  - Sachsen-Coburg und Gotha
    - Herzog: Carl Eduard (1900–1918)
    - Staatsminister: Ernst von Richter (1905–1914)

  - Sachsen-Meiningen
    - Herzog: Georg II. (1866–1914)

  - Sachsen-Weimar-Eisenach
    - Großherzog: Wilhelm Ernst (1901–1918)

  - Schaumburg-Lippe
    - Fürst: Georg (1893–1911)
    - Fürst: Adolf II. (1911–1918)
    - Regierungschef: Staatsminister Friedrich von Feilitzsch (1898–1918)

  - Schwarzburg-Rudolstadt
    - Fürst: Günther Victor (1890–1918)

  - Schwarzburg-Sondershausen (ab 1909 in Personalunion mit Schwarzburg-Rudolstadt)
    - Fürst: Günther Victor (1909–1918)

  - Waldeck und Pyrmont (seit 1968 durch Preußen verwaltet)
    - Fürst: Friedrich (1893–1918)
    - Preußischer Landesdirektor: Ernst Reinhold Gerhard von Glasenapp (1908–1914)

  - Württemberg
    - König: Wilhelm II. (1891–1918)
      - Präsident des Staatsministeriums: Karl von Weizsäcker (1906–1918)

- Finnland (1809–1917 autonomes Großfürstentum des Russischen Kaiserreichs)
  - Staatsoberhaupt: Großfürst Nikolaus II. (1894–1917)
    - Generalgouverneur: Franz Albert Seyn (1909–1917)

- Frankreich
  - Staatsoberhaupt: Präsident Armand Fallières (1906–1913)
  - Regierungschef:
    - Präsident des Ministerrats Aristide Briand (1909–2. März 1911, 1913, 1915–1917, 1921–1922, 1925–1926, 1929)
    - Präsident des Ministerrats Ernest Monis (2. März 1911–27. Juni 1911)
    - Präsident des Ministerrats Joseph Caillaux (27. Juni 1911–1912)

- Griechenland
  - Staatsoberhaupt: König Georg I. (1863–1913)
  - Regierungschef: Ministerpräsident Eleftherios Venizelos (1910–1915, 1915, 1917–1920, 1924, 1928–1932, 1932, 1933)

- Italien
  - Staatsoberhaupt:König Viktor Emanuel III. (1900–1946)
  - Regierungschef:
    - Ministerpräsident Luigi Luzzatti (1910–30. März 1911)
    - Ministerpräsident Giovanni Giolitti (1892–2893, 1903–1905, 1906–1909, 30. März 1911–1914, 1920–1921)

- Liechtenstein
  - Staats- und Regierungschef: Fürst Johann II. (1858–1929)

- Luxemburg
  - Staatsoberhaupt: Großherzog Wilhelm IV. (1905–1912) (1902–1905 Regent)
    - Regentin: Maria Anna von Portugal (1908–1912)

  - Regierungschef: Premierminister Paul Eyschen (1888–1915)

- Monaco
  - Staatsoberhaupt: Fürst Albert I. (1889–1922)
  - Regierungschef: Staatsminister: Émile Flach (Februar 1911–1917)

- Montenegro
  - Staatsoberhaupt: König Nikola I. Petrović-Njegoš (1860–1918) (bis 1910 Fürst)
  - Regierungschef: Ministerpräsident Lazar Tomanović (1907–1912)

- Neutral-Moresnet (1830–1915 unter gemeinsamer Verwaltung von Belgien und Preußen)
  - Staatsoberhaupt: König von Belgien Albert I. (1909–1915, 1918–1920)
    - Kommissar: Fernand Bleyfuesz (1889–1915, 1918–1920)

  - Staatsoberhaupt: König von Preußen Wilhelm II. (1888–1918)
    - Kommissar: Walter The Losen (1909–1918)

  - Bürgermeister: Hubert Schmetz (1885–1915)

- Niederlande
  - Staatsoberhaupt: Königin Wilhelmina (1890–1948)
  - Regierungschef: Ministerpräsident Theo Heemskerk (1908–1913)

- Norwegen
  - Staatsoberhaupt: König Haakon VII. (1905–1957)
  - Regierungschef: Ministerpräsident Wollert Konow (1910–1912)

- Osmanisches Reich
  - Staatsoberhaupt: Sultan Mehmed V. (1909–1918)
  - Regierungschef:
    - Großwesir İbrahim Hakkı Pascha (1910–30. September 1911)
    - Großwesir Mehmed Said Pascha  (1897–1880, 1880–1882, 1882, 1882–1885, 1895, 1901–1903, 1908, 30. September 1911–1912)

- Österreich-Ungarn
  - Staatsoberhaupt: Kaiser Franz Joseph I. (1848–1916)
  - Regierungschef von Cisleithanien:
    - Ministerpräsident Richard von Bienerth-Schmerling (1908–28. Juni 1911)
    - Ministerpräsident Paul Gautsch von Frankenthurn (1897–1898, 1904–1906, 28. Juni 1911–3. November 1911)
    - Ministerpräsident Karl Stürgkh (3. November 1911–1916)

  - Regierungschef von Transleithanien: Ministerpräsident Károly Khuen-Héderváry (1903, 1910–1912)

- Portugal
  - Staats- und Regierungschef: Präsident der provisorischen Regierung Teófilo Braga (1910–24. August 1911, 1915) (bis 4. September  1911 Regierungschef)
  - Staatsoberhaupt:
    - Präsident Manuel José de Arriaga (24. August 1911–1915)

  - Regierungschef:
    - Ministerpräsident João Pinheiro Chagas (4. September 1911–13. November 1911)
    - Ministerpräsident Augusto de Vasconcelos (13. November 1911–1912)

- Rumänien
  - Staatsoberhaupt: König Karl I. (1866–1914) (bis 1881 Fürst)
  - Regierungschef:
    - Ministerpräsident Ion I. C. Brătianu (1909–14. Januar 1911, 1914–1918, 1918–1919, 1922–1926, 1927)
    - Ministerpräsident Petru Carp (1901–1902, 14. Januar 1911–1912)

- Russland
  - Staatsoberhaupt: Zar Nikolaus II. (1894–1917)
  - Regierungschef:
    - Ministerpräsident Pjotr Stolypin (1906–18. September 1911)
    - Ministerpräsident Wladimir Kokowzow (18. September 1911–1914)

- San Marino
  - Capitani Reggenti:
    - Giovanni Belluzzi (1906, 1910–1. April 1911) und Luigi Lonfernini (1910–1. April 1911, 1915–1916)
    - Moro Morri (1. April 1911–1. Oktober 1911, 1915, 1919–1920) und Cesare Stacchini (1. April 1911–1. Oktober 1911, 1914–1915)
    - Onofrio Fattori (1898, 1902, 1905–1906, 1. Oktober 1911–1912, 1916, 1922–1923) und Angelo Manzoni Borghesi (1. Oktober 1911–1912, 1917–1918, 1924, 1931, 1934–1935, 1940)

  - Regierungschef: Liste der Außenminister San Marinos Menetto Bonelli (1910–1918)

- Schweden
  - Staatsoberhaupt: König Gustav V. (Schweden) (1907–1950)
  - Regierungschef:
    - Ministerpräsident Arvid Lindman (1906–7. Oktober 1911, 1918–1930)
    - Ministerpräsident Karl Staaff (1905–1906, 7. Oktober 1911–1914)

- Schweiz[1]
  - Bundespräsident: Marc-Emile Ruchet (1905, 1911)
  - Bundesrat:
    - Adolf Deucher (1883–1912)
    - Eduard Müller (1895–1919)
    - Ernst Brenner (1897–11. März 1911)
    - Robert Comtesse (1900–1912)
    - Marc-Emile Ruchet (1900–1912)
    - Ludwig Forrer (1903–1917)
    - Josef Anton Schobinger (1908–27. November 1911)
    - Arthur Hoffmann (4. April 1911–1917)
    - Giuseppe Motta (14. Dezember 1911–1940)

- Serbien
  - König Peter I. Karadjordjevic (1903–1918)
  - Regierungschef:
    - Ministerpräsident Nikola Pašić (1891–1892, 1904–1905, 1906–1908, 1909–7. Juli 1911, 1912–1918) (1918, 1921–1924, 1924–1926 Ministerpräsident des Königreichs der Kroaten, Serben und Slowenen)
    - Ministerpräsident Milovan Milovanović (7. Juli 1911–1912)

- Spanien
  - Staatsoberhaupt: König Alfons XIII. (1886–1941)
  - Regierungschef: Ministerpräsident José Canalejas Méndez (1910–1912)

- Vereinigtes Königreich:
  - Staatsoberhaupt: König Georg V. (1910–1936)
  - Regierungschef: Premierminister Herbert Henry Asquith (1908–1916)